# El Loco
| 전문가 평가                   | 전문가 평가 |
| 평가 점수                     | 평가 점수   |
| 출처                          | 점수        |
| ----------------------------- | ----------- |
| AllMusic                      | [ 2 ]       |
| Robert Christgau              | B+          |
| The Rolling Stone Album Guide | [ 4 ]       |

《El Loco》는 1981년 7월 20일에 발매된 미국의 록 밴드 ZZ 탑의 일곱 번째 스튜디오 음반이다. 제목은 스페인어로 "The Crazy One"을 의미한다. 밴드의 기타리스트이자 가수인 빌리 기본스는 이 음반의 녹음은 밴드의 세 멤버가 같은 방에서 동시에 녹음하는 것이 아니라 스튜디오에서 서로 격리된 첫 번째였다고 말했다. 이는 또한 신시사이저에 대한 초기 실험이 특정 트랙에 뒷받침되면서 10년 후 ZZ 탑의 신시사이저 주도 방향을 예고했다.

## 배경
《El Loco》는 빌 햄이 프로듀싱했고 녹음과 원곡은 테리 매닝이 믹싱했다. 전기작가 데이비드 블레이니는 그의 저서 《Sharp Dressed Men》에서 녹음 엔지니어 린든 허드슨이 이번 음반의 사전 프로듀서로 참여했다고 설명한다. 허드슨은 최종 음반 믹스에 사용된 〈Groovy Little Hippie Pad〉의 트랙을 엔지니어링한 공로를 인정받지 못했다. 1987년, 밴드의 등 카탈로그는 CD 발매를 위해 논란이 많은 "디지털 강화" 리믹스 처리를 받았지만, 《El Loco》는 이 리믹스 처리를 받지 않았고 1987년부터 오리지널 믹스를 CD로 구할 수 있게 되었다.

## 곡 목록
모든 곡들은 빌리 기본스, 더스티 힐 그리고 프랭크 비어드에 의해 작사/작곡하였다.
| #  | 제목                       | 재생 시간 |
| -- | -------------------------- | --------- |
| 1. | 〈Tube Snake Boogie〉      | 3:02      |
| 2. | 〈I Wanna Drive You Home〉 | 4:44      |
| 3. | 〈Ten Foot Pole〉          | 4:19      |
| 4. | 〈Leila〉                  | 3:13      |
| 5. | 〈Don't Tease Me〉         | 4:19      |

| #  | 제목                         | 재생 시간 |
| -- | ---------------------------- | --------- |
| 1. | 〈It's So Hard〉             | 5:12      |
| 2. | 〈Pearl Necklace〉           | 4:01      |
| 3. | 〈Groovy Little Hippie Pad〉 | 2:40      |
| 4. | 〈Heaven, Hell or Houston〉  | 2:31      |
| 5. | 〈Party on the Patio〉       | 2:48      |

## 인증
| 국가                       | 인증 | 판매량/출하량 |
| -------------------------- | ---- | ------------- |
| 캐나다 (뮤직 캐나다)       | 골드 | 50,000^       |
| 미국 (RIAA)                | 골드 | 500,000^      |
| ^출하량을 기반으로 한 인증 |      |               |